# Диарсенид пентапалладия
Диарсенид пентапалладия — бинарное неорганическое соединение
палладия и мышьяка с формулой Pd5As2,
кристаллы,
не растворяется в воде.

## Получение
- Спекание стехиометрических количеств чистых веществ:

{\displaystyle {\mathsf {5Pd+2As\ {\xrightarrow {860^{o}C}}\ Pd_{5}As_{2}}}}

## Физические свойства
Диарсенид пентапалладия образует кристаллы.
Является сверхпроводником с температурой перехода 0,46 K .
Не растворяется в воде.